# 1998 في الفلبين
فيما يلي قوائم الأحداث التي وقعت خلال عام 1998 في الفلبين.

## سياسة

### تعيين في المنصب
- 26 يناير – نبتالي غونزاليس رئيس مجلس الشيوخ في الفلبين [الإنجليزية]‏.
- 27 يوليو – مارسيلو فرنان رئيس مجلس الشيوخ في الفلبين [الإنجليزية]‏.
- 30 يونيو – آلان بيتر كايتانو عضو مجلس النواب في الفلبين ‏.
- 30 يونيو – بنيغنو آكينو عضو مجلس النواب في الفلبين ‏.
- 30 يونيو – جوزيف استرادا رئيس الفلبين.
- 30 يونيو – روبرت جاورسكي عضو مجلس الشيوخ الفلبيني ‏.
- 30 يونيو – رودريغو دوتيرتي عضو مجلس النواب في الفلبين ‏.
- 30 يونيو – غلوريا ماكاباغال أرويو Secretary of Social Welfare and Development [الإنجليزية]‏، نائب رئيس الفلبين [الإنجليزية]‏.
- 30 يونيو – فرنسيس إسكوديرو عضو مجلس النواب في الفلبين ‏.
- 30 يونيو – لورين يغاردا عضو مجلس الشيوخ الفلبيني ‏.
- 27 يوليو – مارسيلو فرنان رئيس مجلس الشيوخ في الفلبين [الإنجليزية]‏.

### انتهاء فترة المنصب
- 26 يناير – ارنستو ماسيدا رئيس مجلس الشيوخ في الفلبين [الإنجليزية]‏.
- 30 يونيو – إدغاردو عنجرة عضو مجلس الشيوخ الفلبيني ‏.
- 30 يونيو – إيميلدا ماركوس عضو مجلس النواب في الفلبين ‏.
- 30 يونيو – جوزيف استرادا نائب رئيس الفلبين [الإنجليزية]‏.
- 30 يونيو – غلوريا ماكاباغال أرويو عضو مجلس الشيوخ الفلبيني ‏.
- 30 يونيو – فيديل فالديس راموس رئيس الفلبين.
- 30 يونيو – نبتالي غونزاليس رئيس مجلس الشيوخ في الفلبين [الإنجليزية]‏.

## مواليد

### أغسطس
- 1 أغسطس – باربي إمبريال ممثلة فلبينية.
- 28 أغسطس – صوفيا أندريس ممثلة فلبينية.

## وفيات

### يناير
- 1 يناير – مانويل س. هيريرا (مواليد 1924) قاضي فلبيني.

### يونيو
- 11 يونيو – ليوبولدو سالسيدو (مواليد 1912) ممثل فلبيني.

### سبتمبر
- 24 سبتمبر – روسيندو باليناس (مواليد 1941) لاعب شطرنج فلبيني.

### ديسمبر
- 18 ديسمبر – عبد الرزاق أبو بكر جنجلاني (مواليد 1963)